# Brienne-la-Vieille

Brienne-la-Vieille este o comună în departamentul Aube din nord-estul Franței. În 2009 avea o populație de 450 de locuitori.